# 妮科尔·阿伦特
妮科尔·阿伦特（英語：Nicole Arendt，1969年8月26日—），美国女子网球运动员，毕业于佛罗里达大学，1991年成为职业球手。她曾获得澳大利亚网球公开赛混合双打亚军。她于2003年退役。